# Jeanne Ekoumou
Jeanne Ekoumou ist eine kamerunische Fußballschiedsrichterin.
Beim Afrika-Cup 2016 in Kamerun leitete sie ein Gruppenspiel. Aufgrund umstrittener Elfmeterentscheidungen in der Partie Ghana gegen Kenia (3:1) wurde sie nach dem Spiel massiv kritisiert und in der Folge durch den afrikanischen Fußballverband (CAF) vom Turnier suspendiert.